# Russi Taylor
Russi Taylor (Cambrdige, Massachusetts, 1944. május 4. – Glendale, 2019. július 26.) amerikai szinkronszínésznő.

## Fontosabb filmjei
- Muppet Babies (1984–1991, tv-sorozat, 107 epizódban)
- Kacsamesék (DuckTales) (1987–1990, tv-sorozat, 93 epizódban)
- Roger nyúl a pácban (Who Framed Roger Rabbit) (1988)
- A Simpson család (The Simpsons) (1990–2019, tv-sorozat, 193 epizódban)
- Kacsamesék: Az elveszett lámpa kincse (DuckTales the Movie: Treasure of the Lost Lamp) (1990)
- Mickey egér – Volt egyszer egy karácsony  (Mickey's Once Upon a Christmas) (1999)
- Mickey egér művek (Mickey Mouse Works) (1999–2000, tv-sorozat, 25 epizódban)
- Mickey egér klubja (House of Mouse) (2001–2002, tv-sorozat, 51 epizódban)
- Mickey varázslatos karácsonya: Hórabság az Egértanyán (Mickey's Magical Christmas: Snowed in at the House of Mouse) (2001)
- Mickey's House of Villains (2001)
- Hamupipőke 2. – Az álmok valóra válnak (Cinderella II: Dreams Come True) (2002)
- Mickey egér – A három muskétás (Mickey, Donald, Goofy: The Three Musketeers) (2004)
- Mickey egér – Volt kétszer egy karácsony (Mickey's Twice Upon a Christmas) (2004)
- Hamupipőke 3. – Elvarázsolt múlt (Cinderella III: A Twist in Time) (2007)
- A Simpson család – A film (The Simpsons Movie) (2007)
- Mickey egér játszótere (Mickey Mouse Clubhouse) (2006–2016, tv-sorozat, 126 epizódban)
- Mickey egér (Mickey Mouse) (2013–2019, tv-sorozat, 61 epizódban)
- Mickey and the Roadster Racers (2017–2019, tv-sorozat, 49 epizódban)